# لويد روبي
لويد روبي (بالإنجليزية: Lloyd Ruby)‏ (و. 1928 – 2009 م) هو سائق فورمولا 1، وسائق سيارة سباق أمريكي، ولد في ويتشيتا فولز، شارك في لو مان 24 ساعة، توفي في ويتشيتا فولز، عن عمر يناهز 81 عاماً.